# Świętochy
Świętochy – wieś sołecka w Polsce położona w województwie mazowieckim, w powiecie mińskim, w gminie Siennica. Leży około 60 kilometrów od Warszawy.
W latach 1975–1998 miejscowość administracyjnie należała do województwa siedleckiego
W miejscowości znajduje się kaplica mariawicka, należąca do parafii św. Jana Chrzciciela w Cegłowie.